# São Martinho do Bispo e Ribeira de Frades
São Martinho do Bispo e Ribeira de Frades (llamada oficialmente União das Freguesias de São Martinho do Bispo e Ribeira de Frades) es una freguesia portuguesa del municipio de Coímbra, distrito de Coímbra.

## Historia
Fue creada el 28 de enero de 2013 en aplicación de una resolución de la Asamblea de la República de Portugal promulgada el 16 de enero de 2013 con la unión de las freguesias de Ribeira de Frades y São Martinho do Bispo, pasando su sede a estar situada en la antigua freguesia de São Martinho do Bispo.

## Demografía
| Gráfica de evolución demográfica de São Martinho do Bispo e Ribeira de Frades entre 2011 y 2021 |
|                                                                                                 |
| Datos según el nomenclátor publicado por el INE portugués.                                      |